# Zuheros
Zuheros là một đô thị trong tỉnh Córdoba, Andalusia, Tây Ban Nha. Theo điều tra dân số 2006 đô thị này có dân số là 821 người.